# ستيفن ر. ديفيد
ستيفن ر. ديفيد (بالإنجليزية: Steven R. David)‏ هو عالم سياسة أمريكي، ولد في 1951.